# Moholy-Nagy Universität für Kunst und Design

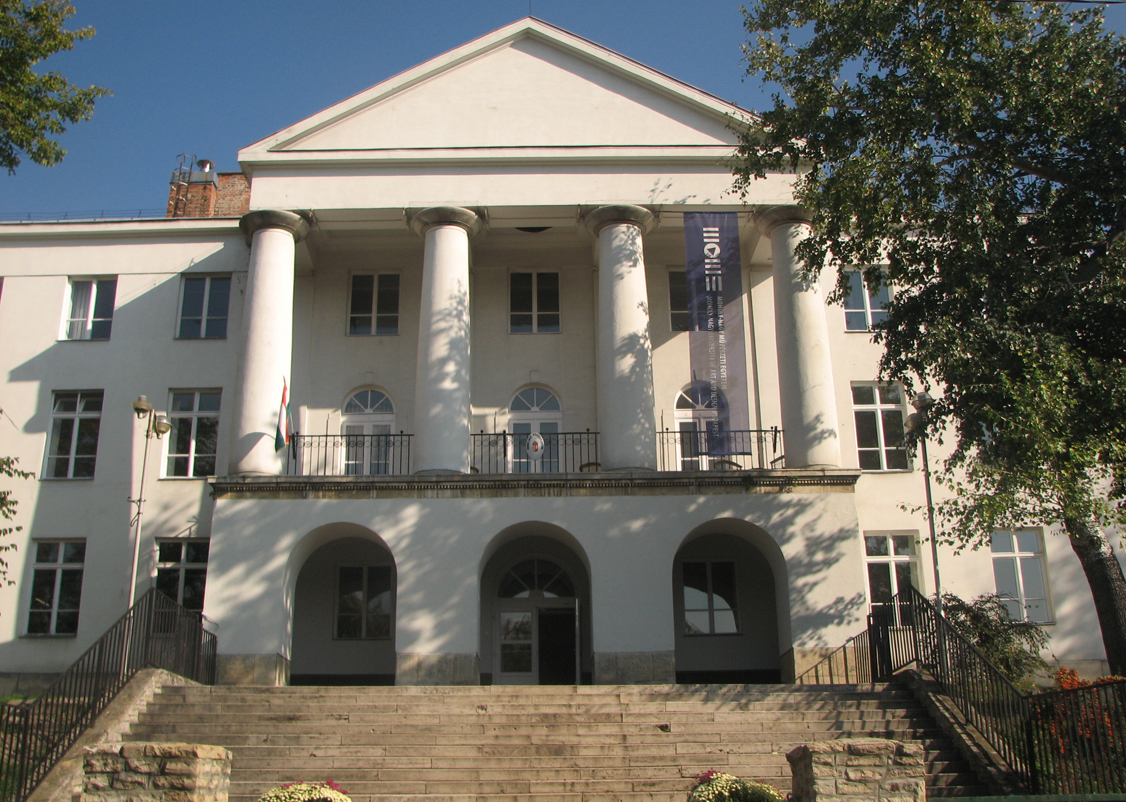
Moholy-Nagy-Universität für Kunst und Design

Moholy-Nagy Universität für Kunst und Design (kurz MOME, ungarisch Moholy-Nagy Művészeti Egyetem) ist seit 2006 der Name der ehemaligen ungarischen Hochschule für Kunst und Design. Sie ist in Budapest, Ungarn ansässig. Die Universität ist in der Ausbildung traditionellen Kunsthandwerks sowie Architektur, Design und visueller Kommunikation engagiert. Benannt wurde sie nach dem Maler, Designer und Fotografen László Moholy-Nagy.

## Geschichte

### Vorgängerin
Vorgängerin der Moholy-Nagy Universität für Kunst und Design, Budapest, war die ungarische Königlich-Ungarische Kunstgewerbeschule, gegründet im Jahre 1880. Wie andere europäische Kunsthochschulen, entwickelte sie sich aus einer handwerklich geprägten Industrieschule. Ihr Gründer und erster Direktor Gusztáv Keleti erklärte, die „pädagogische Unterstützung einer größeren künstlerischen Holz- und Möbelindustrie“ sei das Ziel der neuen Institution. Der Geist der Schule wurde wesentlich durch die Arts-and-Crafts-Bewegung in Großbritannien, als auch von ungarischer Folklore beeinflusst. Am Anfang gab es nur eine Abteilung, in der Bauzeichnung und Design gelehrt wurden. Goldschmiedekunst und Xylographie-Klassen wurden im Jahre 1883 eingeführt, dekorative Malerei und Kupferstich im Jahr 1884. Die 1885 gegründete Klasse der dekorativen Bildhauerei vereinte Skulpturen und Holzschnitzereien. Im Jahr 1896 zog die in verschiedenen Teilen von Budapest verstreute Schule, in das neue Museum für Angewandte Kunst, und kam unter die Leitung von Kamill Flitter. Die Zahl der eingeschriebenen Studenten betrug damals 120.

### Gründung und Entwicklung der Hochschule
Die Idee der Umwandlung der Schule in eine Hochschule entstand in den frühen 1940er Jahren, aber die Strapazen der Kriegsjahre verhinderten diesen Schritt anfangs. Nach der Reparatur von Schäden des Zweiten Weltkriegs, wurde der Unterricht März 1945 wieder aufgenommen und die Vorbereitungen zur Neugestaltung der Hochschule fortgesetzt. Im Jahr 1946 beschloss das Ministerium, den Rang der Hochschule zu erhöhen, und so wurde die Kunstgewerbeakademie gegründet.
1950 gab es bereits sechs Studiengänge und die Zahl der Studierenden stieg bis 1952 auf 280. Im Jahr 1954 zogen Teile der Akademie an den heutigen Standort in die Zugligeti út, doch einige der Werkstätten (Textil- und Keramik-Institut) blieben in der Kinizsi utca im Nebengebäude des Museums für Angewandte Kunst. Im Jahr 1955 fand mit der Beendigung des Studiengangs Theater und Bühnenbild eine weitere Reorganisation statt. Es blieben vier Studiengänge: Innenarchitektur, dekorative Malerei, dekorative Bildhauerei und Textildesign. 1959 wurde zudem das Industriedesign-Studium eingeleitet.
Frigyes Pogány, der neue Direktor seit 1964, leitete zeitgleich mit wachsender Anerkennung der sozialen Rolle angewandter Kunst, eine neue Ära der Reformen ein. Im Jahr 1971 wurde der Hochschule der Universitätsrang gewährt. Im Jahr 1982, unter István Gergely, wurde eine weitere Reihe neuer Reformen eingeführt: den Studierenden wurde ein Hochschulabschluss ermöglicht. Weiterhin wurde Mitte der 1980er Jahre das Angebot an Kursen mit der Gründung der Fotografie, Video und Kunstmanagement-Kurse erweitert. Mit Ernennung des renommierten Keramikkünstler Imre Schrammel zum Direktor, wurde zeitgleich die entsprechende Hochschulausbildung eingeführt, und die Abteilungen wurden neu gegründet. Aufgrund finanzieller Engpässe im Jahr 1997 wurde die Struktur der Institution wieder verändert.

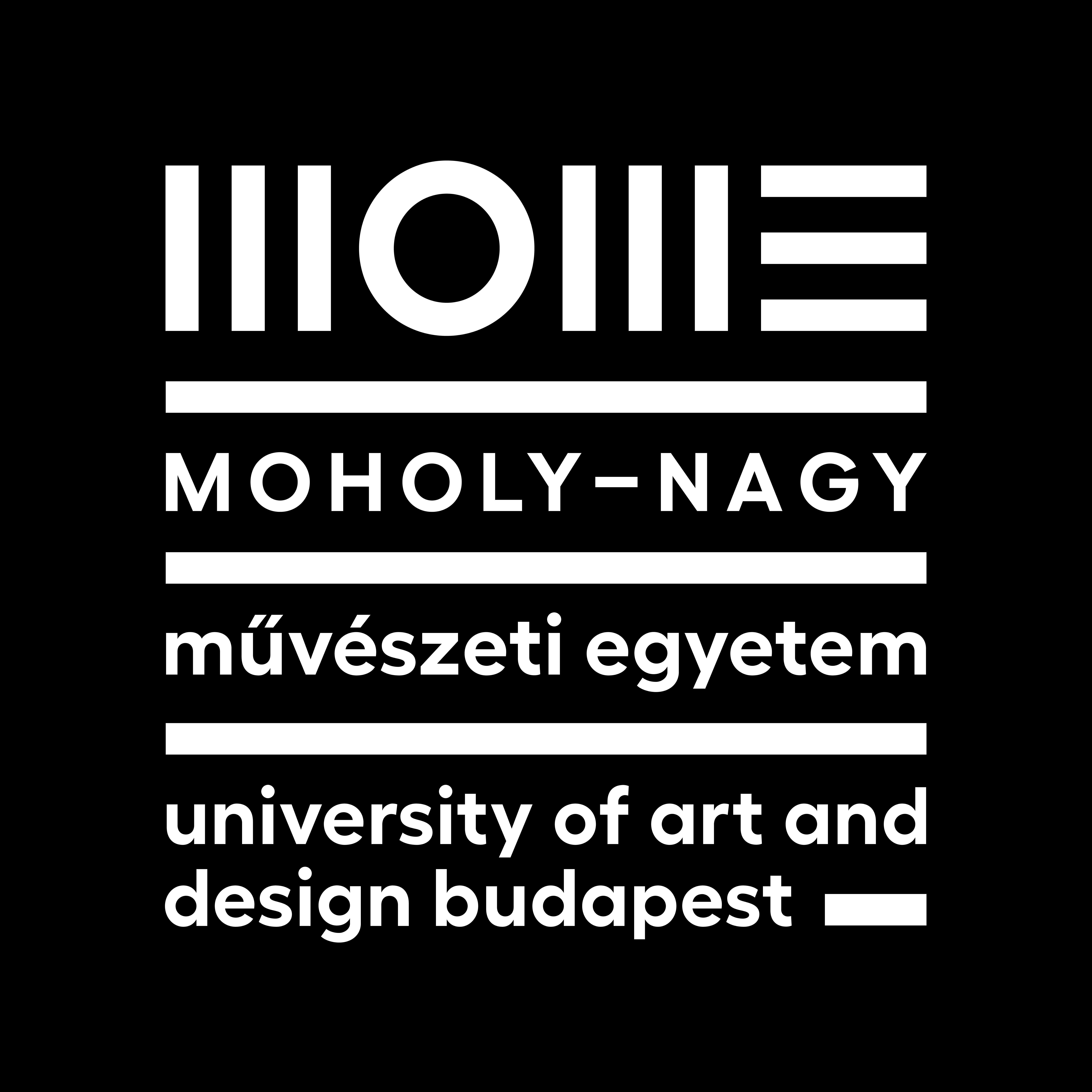
Logo

Die Universität wurde im Jahr 1998 akkreditiert.
In Nachfolge der Textilkünstlerin Judit Droppa, Rektorin von 1999 bis 2006, wurde 2006 Gábor Kopek neuer Hochschulpräsident.
2002 wurde ein weitreichender Plan erarbeitet, der in der ersten Phase die Beseitigung der Tölgyfa Galerie in der Henger Straße forderte, sowie die Sanierung des Hauptgebäudes der Universität im selben Jahr. Der derzeitige Präsident der Universität ist József Fülöp.
Im März 2006 erhielt die ungarische Universität für Kunst und Design den neuen Namen Moholy-Nagy Universität für Kunst und Design, Budapest.

## Rektoren
| - 1880–1896: Gusztáv Keleti (1834–1902), Maler - 1896–1910: Kamill Fittler (1853–1910), Architekt - 1910–1915: Elemér Czakó (1876–1945), Schriftsteller - 1915–1917: Róbert Nádler (1858–1938), Maler - 1917–1925: István Gróh (1867–1936), Maler, Schriftsteller - 1919: Gyula Mihalik (1874–1935), Maler - 1925–1927: Imre Simay (1874–1955), Bildhauer - 1927–1936: Ferenc Helbing (1870–1958), Maler, Grafiker - 1936–1944: Ferenc Szablya-Frischauf (1876–1962), Maler - 1943–1943: Dénes Györgyi (1886–1961), Architekt - 1944–1945: Aladár Fáy (1898–1962), Maler - 1945: Lajos Pál, Goldschmied | - 1946–1948: Lajos Kozma (1884–1948), Architekt - 1948–1952: Ernő Schubert (1903–1960), Maler, Grafiker, Textil- und Möbeldesigner - 1952–1958: Gyula Kaesz (1897–1967), Innenarchitekt - 1958–1964: Gyula Hincz (1904–1986), Maler, Grafiker - 1964–1973: Frigyes Pogány (1908–1976), Architekt - 1973–1982: Endre Gádor (* 1921), Bildhauer - 1982–1991: István Gergely (* 1930), Innenarchitekt - 1991–1993: Péter Csíkszentmihályi, Innenarchitekt - 1993–1999: Imre Schrammel (* 1933), Keramiker - 1999–2006: Judit Droppa (* 1948), Textilkünstlerin - 2006–2014: Gábor Kopek (* 1955), Fotograf, Medienkunst - seit 2014: József Fülöp |